# Afromorgus indicus
Afromorgus indicus är en skalbaggsart som beskrevs av Edgar von Harold 1872. Afromorgus indicus ingår i släktet Afromorgus och familjen knotbaggar. Inga underarter finns listade i Catalogue of Life.